# José Luis Martínez-Almeida
José Luis Martínez-Almeida, född 17 april 1975 i Madrid, är en spansk statsadvokat och politiker, medlem av Partido Popular och alcalde (borgmästare) i Madrid sedan juni 2019. Han var nationell talesman för nämnda parti från augusti 2020 till februari 2022.

## Politisk bana
Martínez-Almeida  studerade vid Retamarskolan i Pozuelo de Alarcón, knuten till Opus Dei.
Martínez-Almeida gick in i Partido Popular (PP) när han var 20 år gammal, och han tog en Licentiatexamen i juridik vid ICADE (Universidad Pontificia Comillas) 1998. 2001 gick han med i Cuerpo de Abogados del Estado.
Han tjänstgjorde som generaldirektör för ’’Patrimonio Histórico’’ i regionen Madrid från 2007 till 2011. 2011 utsågs han till sekreterare för regeringsrådet i regionen Madrid, under ledning av Esperanza Aguirre. Han lämnade den regionala regeringen 2013 för att bli medlem av styrelsen och generalsekretariatet för det statligt ägda företaget SEPIDES (för närvarande SEPI) som sekreterare för juridiska avdelningen. Han lämnade denna post 2015.
Aguirre inkluderade Martínez-Almeida som en huvudfigur i PPs kandidatur till Madrids kommunalval 2015 och han blev kommunalråd. 2017, när Aguirre avgick, ersatte Martínez-Almeida henne som talesman för PP:s kommunala grupp i kommunfullmäktige. Hans agerande som ledare för oppositionen gjorde honom allmänt känd.
I juli 2018 utsågs han till medlem av PP:s nationella verkställande kommitté efter valet av Pablo Casado till partiledare.
I januari 2019 utsågs han till PP:s kandidat för att bli nästa borgmästare i Madrid. Han utsågs till borgmästare (alcalde) i juni 2019